# PunkBuster
PunkBuster è un programma per computer che rileva il software usato per barare nei videogiochi online.

## Modalità di funzionamento
Fa una scansione del contenuto della memoria del computer locale. Ad un computer identificato come cheater può essere vietato il collegamento ai server protetti. In teoria questa azione isola gli imbroglioni e impedisce loro di danneggiare il divertimento altrui. PunkBuster è sviluppato e pubblicato da Even Balance, Inc.

## Storia
Tony Ray, il fondatore di Even Balance Inc. cominciò a sviluppare PunkBuster dopo la sua esperienza con alcuni cheater avuta nel gioco Team Fortress Classic.
La prima versione beta di PunkBuster venne pubblicata il 21 settembre 2000 per Half-Life. Valve Software combatté una dura battaglia contro i cosiddetti cheaters, che era in corso durante la pubblicazione del gioco. 
Il primo titolo in cui PunkBuster è stato integrato è stato Return to Castle Wolfenstein.